# نقش‌برجسته صخره‌ای سونگون
نقش برجسته صخره‌ای سونگون( سنگ نگاره قوشاداش سونگون )مربوط به هزاره سوم تا چهارم است و در شهرستان ورزقان، بخش مرکزی، دهستان ازومدل شمالی، گوشه شمال غربی دشت معادن مس سونگون، ۳ کیلومتری اوبه حاج بیت الله واقع شده و این اثر در تاریخ ۶ اسفند ۱۳۸۵ با شمارهٔ ثبت ۱۷۵۱۵ به‌عنوان یکی از آثار ملی ایران به ثبت رسیده است.